# Bergbaubeflissener
Bergbaubeflissener (oder Bergbaubeflissene) ist eine Bezeichnung für angehende oder aktuell Studierende, welche bei einer Bergbehörde der Bundesländer verzeichnet sind und Praktika in Betrieben der Rohstoffindustrie absolvieren. Diese Praktika stehen somit unter der Aufsicht der jeweiligen Behörde. Die offiziell verwendete Bezeichnung lautet Ausbildung zum Beflissenen des Bergfachs/Markscheidefachs.

## Ziel der Ausbildung
Ziel der Ausbildung als Bergbaubeflissener ist es, bergmännische Befähigungen, Fertigkeiten und Kenntnisse vermittelt zu bekommen und damit auf Studium bzw. Beruf vorbereitet zu werden. Der erfolgreiche Abschluss der Ausbildung ist, neben einem akademischen Abschluss, Voraussetzung für die Aufnahme in den Vorbereitungsdienst der Laufbahn des höheren Staatsdienstes im Bergfach (Referendarausbildung).
Davon zu unterscheiden sind die Beflissenen des Markscheidefaches. Ihnen sollen neben den bergmännischen Fertigkeiten auch markscheiderische Befähigungen, Fertigkeiten und Kenntnisse vermittelt werden. Damit erlangen sie die Befähigung für ein Bergvermessungsreferendariat.

## Organisation
Grundlage der Ausbildung sind Verwaltungsvorschriften der Bundesländer. Diese sind inhaltlich zwischen den Länder abgestimmt.
Voraussetzungen für die Annahme als Beflissene sind die allgemeine Hochschulreife, die Untertagetauglichkeit und teilweise die Absicht, ein Studium mit den Studieninhalten Bergbau oder Markscheidewesen aufzunehmen. Wer diese Bedingungen erfüllt, kann sich bei der zuständigen Bergbehörde seines Wohn- oder Studienortes um Aufnahme in das Verzeichnis der Beflissenen bewerben. Die Behörde entscheidet über die Aufnahme.
In das Verzeichnis aufgenommene Beflissene absolvieren ihre Praktika unter Aufsicht der Bergbehörden. Dies bedeutet, dass ein Praktikum im Bereich der Rohstoffgewinnung der Bergbehörde gemeldet werden muss. Entspricht die beabsichtigte Tätigkeit den Zielen der Ausbildung, wird das Praktikum Bestandteil der Beflissenenausbildung. Liegt der Ausbildungsbetrieb in einem anderen Bundesland, so wird der Beflissene während der Dauer des Praktikums an die dort zuständige Bergbehörde überwiesen. Ausbildungsabschnitte im Ausland sind ebenso möglich.

## Ablauf
Die Ausbildung umfasst 120 Schichten, d. h. 120 Arbeitstage mit den für die jeweiligen Ausbildungsbetriebe geltenden Arbeitszeiten.
Sie gliedert sich in die Grundausbildung (80 Schichten) und die weiterführende Ausbildung (40 Schichten).

### Grundausbildung
Während der Grundausbildung sollen die Beflissenen mindestens zwei Bergbaubetriebe kennen lernen und mindestens 40 Schichten in einem untertägigen Betrieb ableisten. Beflissene des Markscheidefachs sollen mindestens 30 markscheiderische Schichten verfahren.
Während der Grundausbildung sind ein Schichtennachweis (Tagebuch über die durchgeführten Tätigkeiten) und ein Berichtsheft (wöchentliche Beschreibung der Arbeitsverfahren, der geologischen Gegebenheiten und der Anforderungen an den Arbeitsschutz) zu führen. Diese sind jeweils vom für die Ausbildung im Betrieb Verantwortlichen abzuzeichnen und anschließend der zuständigen Bergbehörde vorzulegen. Neben der Behörde, welche für den Betrieb zuständig ist, ist dies immer auch die Behörde, bei der die Beflissenen angelegt sind.
In der Regel haben die Bergbehörden eigene Rahmenpläne erlassen, in welchen geregelt ist, welche Bergbauzweige in welchem Umfang durchlaufen werden sollten.

### Probegrubenfahrt
Nach Abschluss der Grundausbildung ist die Probegrubenfahrt zu absolvieren. Bei dieser mündlichen Prüfung handelt es sich um eine Grubenfahrt in Begleitung eines Angehörigen des bergtechnischen Dienstes sowie einer Vertretung des Ausbildungsbetriebs. Hierbei haben die Beflissenen nachzuweisen, dass sie allgemeine Kenntnisse in der Ausführung der wichtigsten bergmännischen Grundarbeiten, vom Bergwerksbetrieb und von betrieblichen Sicherheitsmaßnahmen besitzen. Beflissene des Markscheidefachs müssen zusätzlich Kenntnisse des Risswesens nachweisen.
Die Probegrubenfahrt kann bei Nichtbestehen einmal wiederholt werden.

### Weiterführende Ausbildung
Während der weiterführenden Ausbildung sollen die Bergbaubeflissenen unter anderem Einblicke in bisher noch nicht gesehene Bergbauzweige oder artverwandte Unternehmen, die Tagesanlagen, die technische Verwaltung oder auch umwelttechnische Verfahren und Einrichtungen erhalten. Auch während dieser Zeit sind der Schichtennachweis und das Berichtsheft zu führen.

### Schriftliche Arbeit
Für den erfolgreichen Abschluss der Ausbildung ist eine schriftliche Arbeit anzufertigen.
Diese ist innerhalb von vier Wochen, in der Regel während eines Praktikums in einem Betrieb, anzufertigen. Das Thema wird von dem Beflissenen vorgeschlagen und ist von der Behörde zu genehmigen. Anschließend wird die Arbeit von der zuständigen Behörde beurteilt. Im Falle des Nichtbestehens kann die Arbeit einmal wiederholt werden.
Die schriftliche Arbeit ist vom Umfang her mit einer Seminararbeit vergleichbar.

## Abschluss
Nach dem erfolgreichen Abschluss erhalten die Beflissenen eine Abschlussbescheinigung. Dort sind neben den geleistetes Ausbildungsabschnitten auch die jeweiligen Beurteilungen des Berichtsheftes, der Probegrubenfahrt und der schriftlichen Arbeit niedergeschrieben.
Diese Bescheinigung ist Voraussetzung für die Einstellung in den Vorbereitungsdienst der Laufbahn des höheren Staatsdienstes im Bergfach (Bergreferendariat) oder im Markscheidefach (Bergvermessungsreferendariat). Der zweijährige Vorbereitungsdienst endet mit dem Abschluss als Assessor des Bergfaches oder Assessor des Markscheidefachs.

## Heutige Praxis
Die Beflissenenausbildung als Grundlage für eine Aufnahme der Laufbahn im höheren Dienst hat heute ihre ursprüngliche Bedeutung weitgehend verloren. Umfasste sie früher noch 200 Schichten und wurde daher meist innerhalb eines Jahres vor Aufnahme des Studiums absolviert, ist sie heute auf 120 Schichten verkürzt und wird meist studienbegleitend durchgeführt. Die absolvierten Ausbildungsschichten werden als Praktikumstage für den Studienabschluss anerkannt.
Aufgrund eines Mangels an Bewerbern werden heute zahlreiche Bergreferendare ohne abgeschlossene Beflissenenausbildung eingestellt. In Niedersachsen ist die Beflissenenausbildung keine Einstellungsvoraussetzung mehr.
Die meisten Beflissenen sind bei den Bergbehörden Niedersachsens, Nordrhein-Westfalens und Sachsens verzeichnet. Dies liegt an den dort befindlichen Universitäten mit Studiengängen in den Bereichen Bergbau und Markscheidewesen.
In Nordrhein-Westfalen waren zum 1. Januar 2025 insgesamt 14 Beflissene verzeichnet, davon 3 Beflissene des Markscheidefachs. Im Jahr 2024 hat eine Bergbaubeflissene die Ausbildung ordnungsgemäß abgeschlossen.
In Sachsen waren zum Jahresende 2015 insgesamt 190 Beflissene verzeichnet, davon 28 Beflissene des Markscheidefachs. Im Jahr 2014 haben dort 15 Beflissene die Ausbildung ordnungsgemäß abgeschlossen.